# Caldas de Boí-1
Caldas de Boí-1 es el nombre de una variedad cultivar de manzano (Malus domestica) Esta manzana está cultivada en la colección de germoplasma de manzanas del CSIC, también está cultivada en la colección de germoplasma de peral y manzano en la "Finca de Gimenells de la Estación Experimental de Lérida - IRTA". Esta manzana es originaria de la Comunidad autónoma de Cataluña, procedente de un ejemplar localizado en 1995 en el Valle de Bohí, Lérida.

## Sinónimos
- "Poma Caldas de Boí-1",[3]
- "Manzana Caldas de Boí-1".[7]

## Historia
'Caldas de Boí-1' es una variedad de manzana de Cataluña, está catalogada con el número de accesión M019 en el Banco de germoplasma de peral y manzano de la Universidad de Lérida, que se encuentra integrado en la Red de Colecciones del Programa de Conservación y Utilización de los Recursos Fitogenéticos para la Alimentación y la Agricultura, del Plan Nacional de I+D+I.
'Caldas de Boí-1' está considerada con otras muchas de las entradas que se han incorporado al Banco de germoplasma en la "Finca de Gimenells de la Estación Experimental de Lérida - IRTA", provienen de ejemplares únicos, en algunos casos, actualmente desaparecidos, lo que ha permitido paliar la erosión genética que se está dando en estas especies frutales.
'Caldas de Boí-1' es una variedad que se cultiva para su conservación genética, para posibles usos y mejoras en cruces con otras variedades, para incrementar cualidades o intercambiarlas.

## Características
El manzano de la variedad 'Caldas de Boí-1' tiene un vigor medio de tipo ramificado, con porte horizontal; ramos con pubescencia media, de un grosor delgado, con longitud de entrenudos medios, número de lenticelas medio, relación longitud/grosor de los entrenudos grande, tipo de ramos fructíferos "lamburdas"; época de inicio de floración media, yema fructífera de forma cónica de una longitud corta, flor no abierta presenta color del botón floral rosa oscuro, flor de tamaño grande, pétalos con posición relativa de los bordes separados, inflorescencia con número medio de flores pocas, de forma medianamente cupuliforme, sépalos de color predominante verde, sépalos de longitud media, con los pétalos de longitud media y anchura corta, siendo la relación longitud/anchura de los pétalos más largos que anchos, estilos con longitud en relación con los estambres de más cortos, estilos con punto de soldadura lejos de la base.
Las hojas tienen un porte erguido en relación con el ramo, limbo de longitud medio y de anchura medio, con una relación longitud/anchura media, forma del borde aserrada, peciolo con longitud medio, forma del limbo elíptico-ensanchada, aspecto de la superficie del haz brillante, pubescencia del envés débil, plegamiento de la superficie ondulada, tamaño de la punta grande, forma de la base redondeada, estípulas con una forma muy foliáceas, y ángulo del peciolo respecto al ramo mediano.
La variedad de manzana 'Caldas de Boí-1' tiene un fruto de tamaño y peso grande; forma globosa cónica, relación longitud/anchura media, lados (ausencia o presencia de lados marcados) débil, posición de la anchura máxima en el medio; piel con estado ceroso débil, pruina de la epidermis ausente o muy débil; con color de fondo amarillo verdoso, importancia del sobre color ausente o muy débil, sobre color de superficie ausente, siendo su intensidad ausente, reparto del color en la superficie ausente, acusando unas lenticelas pequeñas, y una sensibilidad al "russeting" (pardeamiento áspero superficial que presentan algunas variedades) en las caras laterales ausente o muy débil; pedúnculo con una longitud muy largo, y un grosor medio, anchura de la cavidad peduncular grande, profundidad de la cavidad pedúncular media, y con importancia del "russeting" en cavidad peduncular débil; coronamiento por encima del cáliz medio, anchura de la cav. calicina media, profundidad de la cav. calicina poco profunda, y con importancia del "russeting" en cavidad calicina ausente o muy débil; ojo medio, parcialmente abierto; sépalos medios.
Carne de color blanca, con oscurecimiento de la carne al corte fuerte; textura dura, suavemente jugosa; sabor algo aromático, muy bueno; corazón con distinción de la línea fuerte; eje abierto; lóculos carpelares cerrados; semilla de longitud grande, de anchura muy ancha, y de color marrón.
La manzana 'Caldas de Boí-1' tiene una época de maduración y recolección de fruto tardía, finales de otoño. Se usa como manzana de mesa fresca y para sidra.

## Calidad de fruto y prueba de cata
- Peso del fruto: Grande
- Calibre del fruto: Grande
- Longitud del fruto: Grande
- Índice de almidón: Medio
- Dureza medida de la carne: Media
- Índice refractométrico (IR): Medio
- Acidez titulable: Media
- Jugosidad de la carne: Jugoso
- Textura de la carne: Media
- Dureza sensorial de la carne: Dura
- Dulzor: Medio
- Acidez: Media
- Intensidad del sabor de la carne: Media
- Sabor: Bueno
- Valoración global del fruto: Muy bueno.[3]

## Características Agronómicas
- Afinidad del injerto (compatibilidad): Buena
- Facilidad de formación y poda: Alta
- Tipo de fructificación: Tipo III
- Precocidad varietal: Muy precoz
- Vecería: Baja
- Productividad: Alta
- Necesidad de aclareo: Baja
- Escalonamiento de la maduración del fruto: Medio
- Sensibilidad a la caída en maduración: Media
- Aptitud para la conservación del fruto en árbol: Media
- Aptitud para la conservación del fruto en almacén o cámara: Media
- Sensibilidad al moteado: sin datos
- Sensibilidad al oídio: sin datos
- Sensibilidad a pulgón lanígero: Alta[3]